# Baron (Oise)
Baron település Franciaországban, Oise megyében. Lakosainak száma 740 fő (2022. január 1.). Baron Fresnoy-le-Luat, Borest, Fontaine-Chaalis, Montagny-Sainte-Félicité, Montépilloy, Montlognon, Rosières és Versigny községekkel határos.

## Népesség
A település népességének változása:
| Lakosok száma | 784  | 774  | 783  | 760  | 764  | 761  | 763  | 752  | 740  |
|               | 2013 | 2015 | 2016 | 2017 | 2018 | 2019 | 2020 | 2021 | 2022 |